# Mategal
Mategal is een bestuurslaag in het regentschap Magetan van de provincie Oost-Java, Indonesië. Mategal telt 3185 inwoners (volkstelling 2010).